# 斉藤康彦
斉藤 康彦（さいとう やすひこ、1967年1月30日 - ）は、日本の元俳優。

## 人物
出生地は秋田県秋田市。3歳の時に東京都世田谷区に転居してそこで育つ。両親とも理容師だが、それぞれ別の理髪店に勤めていた。母親は東宝撮影所の理髪部に勤務していた。
小学3年生の時から劇団若草に本人曰く「習い事感覚」でに通い始め、後に子役として所属していた。1975年に日本テレビ系列で放映されていたテレビドラマ『夏の影』でのエキストラが初めて出演した番組。この後、『江戸の旋風』『大江戸捜査網』『江戸を斬る』などの時代劇にも出演。
1979年に山梨県の田舎の小学校が舞台である『ガキ大将行進曲』で、主人公達のライバルであるガキ大将役で俳優デビューする。テレビドラマ初レギュラー出演は1980年にTBS系列で放映の『1年B組新八先生』。プロマイド売り上げでベストテン以内に入ったこともあった。
主に学園ドラマで活躍。特に学園ドラマ色が強かった『ウルトラマン80』の第3話「泣くな初恋怪獣」では、失恋によってマイナスエネルギーの作用で誕生するウルトラマン80怪獣の代表格である硫酸怪獣ホーを産み出した少年・中野真一役として、自らが真夜中の自室にて怪獣ホーを産むシーンや、ホーを産んだ直後の自分を振った相手に対する憎しみと助けたい気持ちの板ばさみに苦しむ姿を迫真かつ劇的に演じて、視聴者に強烈な印象を与えた。
中学生時代の部活は、『エースをねらえ!』に憧れた形で入部した硬式テニス部。1年生の時からレギュラーで、主力選手だったこともあった。中学生時代の好きな学科は英語だったという。
虫歯になって欠けた左側の上顎犬歯を見せる印象深い笑顔がチャームポイント。「石野真子が好きなタイプ」と話していたことがある。
現在は芸能界を引退し、結婚して一子をもうける。

## 主な出演作品

### 映画
- ガキ大将行進曲（1979年、青銅プロ＝山梨教育映画）
- 雪の断章 -情熱-（1985年、東宝映画） - 風間修 役

### テレビドラマ
- 1年B組新八先生（1980年、TBS） - 小田康平
- ウルトラマン80 第3話「泣くな初恋怪獣」（1980年、TBS） - 中野真一
- ただいま放課後 第3シリーズ（1981年、フジテレビ） - 海老沢
- 気になる天使たち（1981年、フジテレビ）
- うちの嫁さんあっちむいてプイ!（1981年、フジテレビ）
- オレ達全員奈津子の子（1982年、日本テレビ）
- オサラバ坂に陽が昇る（1983年、TBS）
- ザ・サスペンス「狙われた女教師」（1984年、TBS）
- 月曜ワイド劇場「京都人形寺殺人事件」（1985年、テレビ朝日）
- 刑事物語'85 第8話「団地切り裂き魔」（1985年、日本テレビ）
- 迷宮課刑事おみやさん 第11話「5年前の未亡人焼身自殺事件が今日…!」（1985年、テレビ朝日）
- 誇りの報酬 第47話「九回裏二死満塁」（1986年9月7日、日本テレビ） - ゆたか
- ドラマスペシャル「半熟ウィドゥ! 未亡人は18才」（1987年、テレビ朝日）
- 夜に頬よせ〜過去を抱いた女（1988年、フジテレビ）
- 男と女のミステリー「寝台特急『ゆうづるの女』」（1989年、フジテレビ）

## ディスコグラフィ
全てビクターからリリース。

### シングル
| # | 発売日         | A/B面 | タイトル             | 作詞       | 作曲       | 編曲       | 規格品番 |
| - | -------------- | ----- | -------------------- | ---------- | ---------- | ---------- | -------- |
| 1 | 1981年 2月5日  | A面   | もどかしさもSOMETIME | 西村達郎   | 馬飼野康二 | 馬飼野康二 | SV-7084  |
| 1 | 1981年 2月5日  | B面   | イニシャルS          | 松本一起   | 馬飼野康二 | 馬飼野康二 | SV-7084  |
| 2 | 1981年 6月21日 | A面   | U (ユー)             | 松田侑利子 | 馬飼野康二 | 馬飼野康二 | SV-7127  |
| 2 | 1981年 6月21日 | B面   | かがやきハイ・ヌーン | 西村達郎   | 馬飼野康二 | 馬飼野康二 | SV-7127  |